# Elisha Cuthbert
Elisha Cuthbert (Calgary, Alberta; 30 de noviembre de 1982) es una actriz canadiense. Se hizo conocida con su papel de Kim Bauer en la serie 24; y más tarde, en 2004, logró el reconocimiento internacional como "Danielle" en la comedia adolescente The Girl Next Door (2004). En 2005 también interpretó el papel de Carly Jones en  House of Wax. En 2013, fue elegida como la mujer más bella de la televisión estadounidense. Fue elegida como "la actriz más sexy del mundo" en 2015 por la revista Glamour. 
A la edad de 14 años, en 1997, Cuthbert hizo su debut en el cine con la película Dancing on the Moon. Obtuvo su primer papel importante en 1998 con la película Airspeed, en la que trabajó junto a Joe Mantegna. En 2001, protagonizó la película Lucky Girl, con la que recibió su primer premio, el Premio Gemini, y en la década de 2000, interpretó el papel de Kim Bauer en la premiada serie de acción 24. Posteriormente, apareció en el papel principal en la película The Quiet (2005), House of Wax (2005) y Captivity (2007).
Desde 2011 hasta 2013, Cuthbert interpretó a "Alex Kerkovich"; el papel principal en las tres temporadas de la comedia de ABC Happy Endings.

## Biografía
Elisha Ann Cuthbert nació en Calgary, Alberta, Canadá, el 30 de noviembre de 1982. Hija de Patricia y Kevin Cuthbert, tiene dos hermanos, Jonathan y Lee-Ann Cuthbert. A la edad de siete años inició una carrera como modelo infantil en Montreal, ciudad en la que residió poco después de nacer. Cuatro años después decidió convertirse en actriz.

## Carrera

### 1994-2000
A finales de los años 90 logró debutar en el cine con la película Dancing on the Moon (1997), un filme dirigido por Kit Hood, tras lo cual consiguió un trabajo de presentadora de la elogiada serie de televisión canadiense Mecánica popular para niños, cuyos impresionantes reportajes llamaron la atención de la primera dama de los Estados Unidos, Hillary Clinton, quien invitó a Cuthbert a Washington para una reunión. Su segundo trabajo cinematográfico sería la película de género fantástico Nico the Unicorn (1998), una coproducción entre Canadá y Estados Unidos.
A los 17 años, Elisha se trasladó a Los Ángeles con el fin de ejercer su profesión de actriz. En 1999 protagonizó el filme de aventuras Airspeed  y la película de ciencia ficción Time at the Top, además de la serie de la cadena Nickelodeon Are You Afraid of the Dark? (1999) y el episodio Mail to the Chief de la serie The Wonderful World of Disney (2000). 

### 2001-2010: Reconocimiento internacional

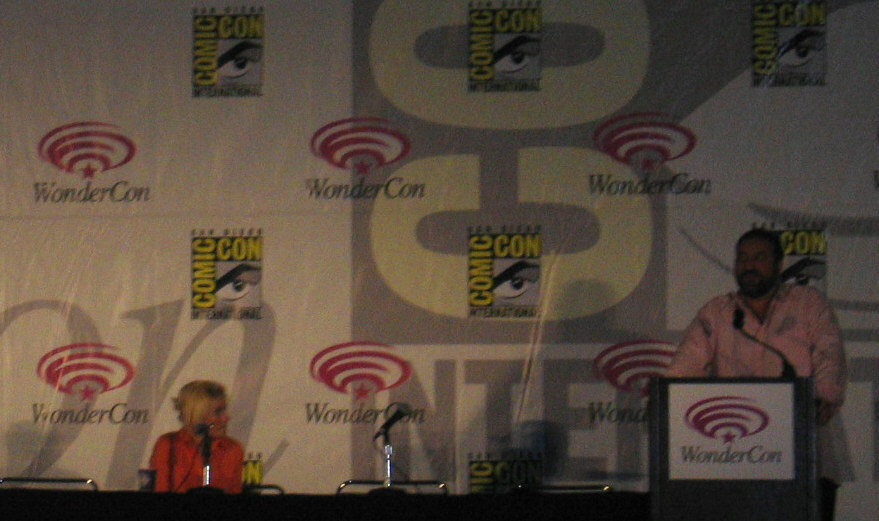
Cuthbert, junto con Joel Silver in la promoción La casa de cera

Su papel en la película Una chica afortunada, hecha para la televisión canadiense, dio el impulso definitivo a su carrera, ya que su capacidad interpretativa y sus convincentes rasgos faciales cautivaron a los productores que preparaban una nueva serie de suspense para la FOX. La serie 24, protagonizada por Kiefer Sutherland, le concedió la popularidad internacional a partir de su incorporación en el año 2001 como Kim Bauer, hija de Jack Bauer.
Más tarde Elisha intervino en películas como Old School (2003), dirigida por Todd Phillips, Love Actually (2003), comedia romántica de Richard Curtis.

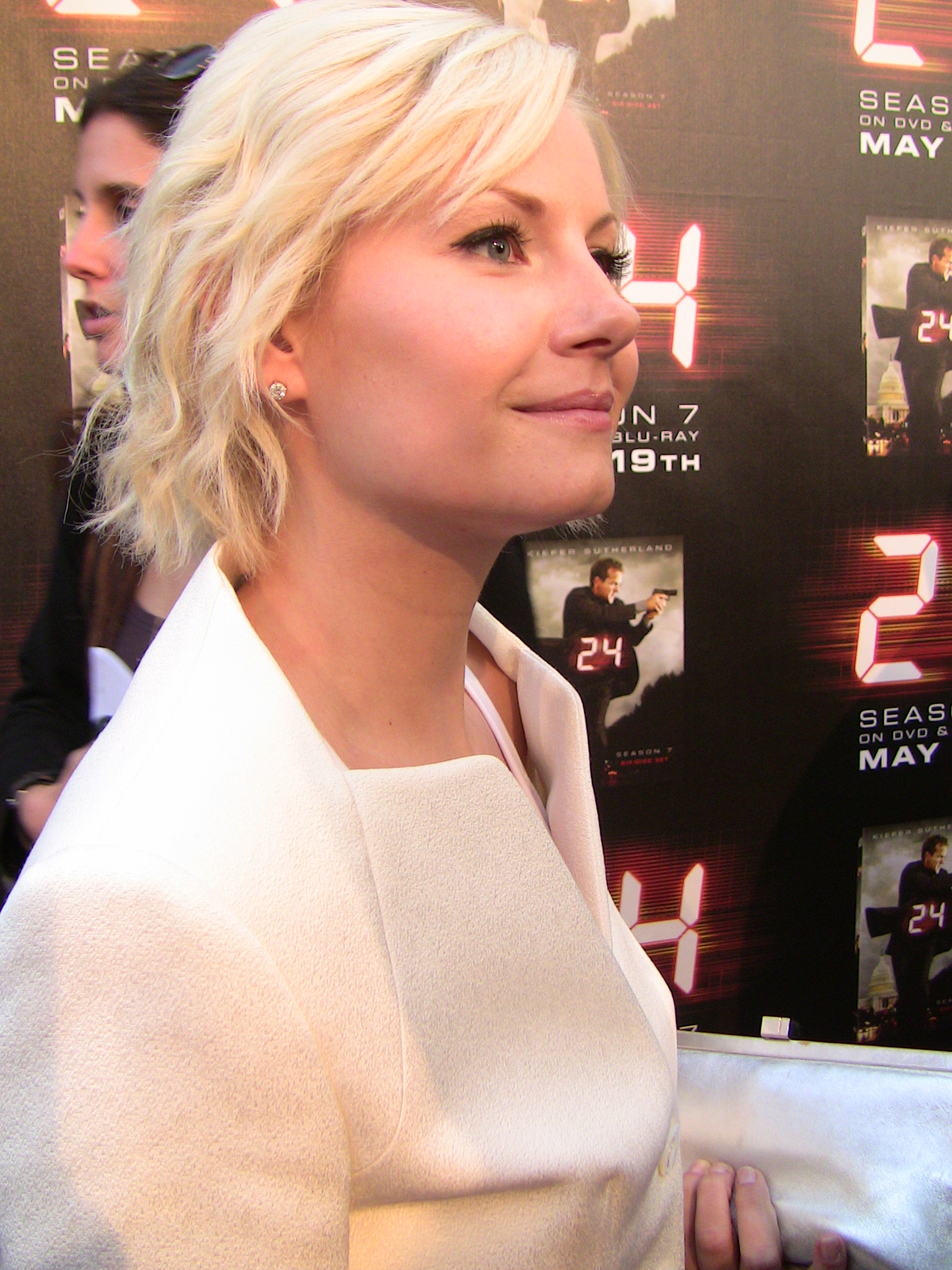
Cuthbert en la final en 2009

En 2004, protagonizó la película que aumentó su fama y aparece como un símbolo sexual, The Girl Next Door, en la que interpretaba a "Danielle", un exactriz pornográfica que se muda junto a la casa de un estudiante tímido y con pretensiones políticas. Se enamoran, pero pronto descubre su pasado, novia del chico aparece, y también el antiguo productor de Danielle, con ganas de llevarla de nuevo a las cámaras. Tras el éxito de la película, Cuthbert ganó dos nominaciones para los MTV Movie Awards: por Mejor Beso y Mejor revelación femenina.
En 2005, participó en una película de terror House of Wax. Trata sobre un grupo de jóvenes que viajan a ver un partido de fútbol y en el camino se encuentran con una familia de asesinos, abandonados en un pequeño pueblo, "decorado" con los restos de sus muchas víctimas (utilizando los cuerpos humanos empapados en cera para reemplazar las estatuas que fueron destruidas en un incendio). La actriz fue nominada para un Teen Choice Award en tres categorías: Mejor Pelea, Mejor Actriz de Cine - Acción / Aventura / Suspenso y Elección Rumble. Tras el éxito comercial que alcanzó la película, Cuthbert aumento aún más su fama y se presentó en varios estrenos y festivales como el Festival de Cine de Tribeca, Festival de Cine de Los Ángeles, Festival de Cine de Nueva York, Leicester Square en Londres, entre otros.
Cuthbert figuró en la lista de candidatas para interpretar a Susan Storm en la película Los cuatro fantásticos (2005), y también fue considerada para el papel de Lois Lane de la película Superman Returns.
Intervino en Captivity (2007), donde interpreta a Jennifer, una conocida modelo. En 2008 protagonizó My Sassy Girl junto a Jesse Bradford; esta película es una adaptación de la película coreana de 2001 del mismo nombre.

### 2011-presente
En los años 2011 y 2013, protagonizó la serie Happy Endings, interpretando a "Alex". En 2012 fue sede de los American Music Awards y People's Choice Awards.
En 2013, la actriz ocupó la portada de Maxim y fue elegida como la mujer más bella de la televisión estadounidense.
En 2014, tuvo un pequeño papel en película Just Before I Go. Iba a ser la "Señora Lisa" en la nueva película de Chris Columbus, Pixels, pero se desvinculó del proyecto a causa de One Big Happy; y el papel acabó siendo adjudicado a Ashley Benson.
En 2015, The Hollywood Reporter confirmó que se unirá con Seann William Scott en la comedia Goon: Last of the Enforcers. La nueva película, titulada "Goon: Último de los artistas intérpretes", entró en producción en junio en Toronto.Liev Schreiber y Alison Pill también repetirán sus papeles de la primera película. El 30 de septiembre de 2015 se confirmó que protagonizará una nueva serie de Netflix, The Ranch, junto con Ashton Kutcher.

## Vida privada
Estuvo comprometida con Trace Ayala, representante de Justin Timberlake. Poco tiempo después mantuvo una larga relación con el jugador de hockey Sean Avery. Finalmente, a principios de 2013 contrajo matrimonio con el jugador de hockey Dion Phaneuf, de origen canadiense, con quien hasta ahora ha tenido dos hijos.[cita requerida]

## Filmografía

### Cine
| Año  | película                         | Papel                        | Notas                        |
| ---- | -------------------------------- | ---------------------------- | ---------------------------- |
| 1997 | Dancing on the Moon              | Sarah                        |                              |
| 1998 | Nico the Unicorn                 | Carolyn Price                |                              |
| 1998 | Airspeed                         | Nicole Stone                 |                              |
| 1999 | Time at the Top                  | Susan Shawson                |                              |
| 1999 | Who Gets the House?              | Emily Reece                  |                              |
| 2000 | Believe                          | Katherine Winslowe           |                              |
| 2000 | The Wonderful World of Disney    | Madison Osgood               | Episodio "Mail to the Chief" |
| 2001 | My Daughter's Secret Life        | Katlin Palmerson             |                              |
| 2003 | Love Actually                    | Diosa americana - Carol-Anne |                              |
| 2003 | Old School                       | Darcie Goldberg              |                              |
| 2004 | The Girl Next Door               | Danielle                     |                              |
| 2005 | La casa de cera                  | Carly Jones                  |                              |
| 2005 | The Quiet                        | Nina Deer                    |                              |
| 2007 | Captivity                        | Jennifer Tree                |                              |
| 2007 | He Was a Quiet Man               | Vanessa                      |                              |
| 2008 | My Sassy Girl                    | Jordan Roark                 |                              |
| 2009 | The Six Wives of Henry LeFay     | Barbara 'Barbie' Lefay       |                              |
| 2010 | Cat Tale                         | Cleo (voz)                   |                              |
| 2014 | Just Before I Go                 | Penny Morgan                 |                              |
| 2016 | Goon: Last of the Enforcers      | María                        |                              |
| 2022 | The Cellar                       | Keira Woods                  |                              |
| 2022 | Bandit                           | Andrea                       |                              |
| 2022 | Friday Afternoon in the Universe | Eleanor                      |                              |

### Televisión
| Año                        | Programa                    | Descripción                                 | Rol                                              |
| -------------------------- | --------------------------- | ------------------------------------------- | ------------------------------------------------ |
| 1997 - 2000                | Mecánica popular para niños | Popular Mechanics for Kids                  | Elisha                                           |
| 1999 - 2000                | El club de medianoche       | Are You Afraid of the Dark?                 | Megan                                            |
| 2004                       | MADtv                       | Mad TV (sketches)                           | Como ella misma y como Kim Bauer (parodia de 24) |
| 2001-2004; 2006; 2009-2010 | 24                          | 24                                          | Kim Bauer                                        |
| 2008                       | Guns (miniserie)            | Guns (miniserie)                            | Francis Dett                                     |
| 2009                       | Ny-Lon (serie)              | Ny-Lon (serie)                              | Edie                                             |
| 2011 - 2013                | Finales felices (serie)     | Happy Endings (serie)                       | Alex Kerkovitz                                   |
| 2011                       | Fairly Legal (serie)        | Version Of Nutripez                         | Kate Sanders                                     |
| 2012                       | Call Me (serie)             | Basada en la vida del grupo musical Blondie | Deborah Harry                                    |
| 2015                       | One Big Happy               | Lizzy                                       | 6 episodios                                      |
| 2016 - 2020                | The Ranch                   | Protagonista                                | Abigail "Abby" Phillips                          |

## Imagen pública y vida personal

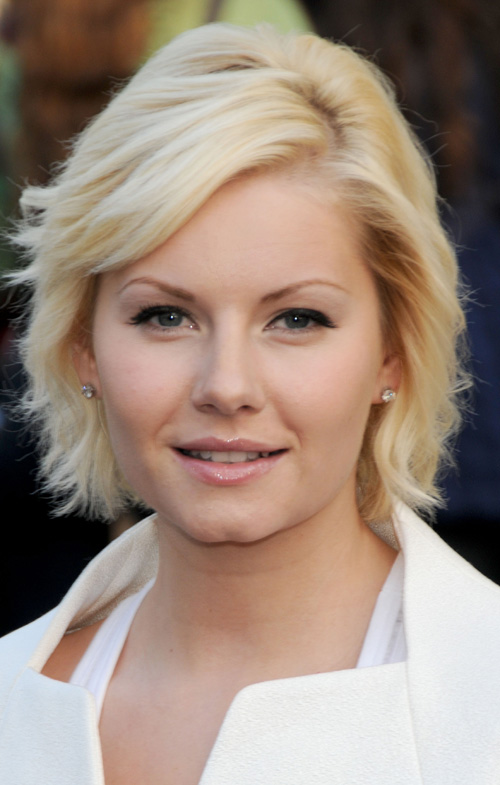
Elisha Cuthbert en mayo de 2009

Cuthbert es un símbolo sexual y a menudo se ha citado como una de las mujeres "más sexis" y como una de las "más bellas" del mundo. Ya que llegó a ser conocida por interpretar a Kim Bauer, nunca salió de las listas de las "mujeres más atractivas" del mundo y siempre ha asegurado un puesto de titular en la lista anual de las "mujeres más calientes" de las revistas FHM y Maxim. Su mejor clasificación fue no.° 4 en 2008 en la edición británica de la revista FHM "100 más sexy del mundo las mujeres." Ella se clasificó en el puesto 14 en el 2003, n ° 10 en 2004, n.º 5 en 2005, n.º 22 de 2006, n.º 10 en 2007, n.º 4 en 2008 y N.º 7 en 2009.
Cuthbert fue clasificado en la posición 10 de los lectores de AskMen.com en la lista de "2007 99 mujeres Sexys". En la lista de las "100 mujeres más calientes" Maxim, que ocupó el puesto n.º 84 en el 2002, n. ° 9 en el año 2003, n.º 21 en el año 2004, n.º 92, en 2006, n.º 25, 2007, n.º 6 de 2008, núm. 43 en 2009, en 2010 el 25, n.º 65 en 2011, n.º 34 en 2012, n.º 10 en 2013 y n. 17 en 2014."BuddyTV"clasificado en la lista de la posición número 33 de "Las 100 mujeres más sexys de la televisión '2011. En 2013, fue elegida por la revista Maxim, "la mujer más bella" de la televisión estadounidense, y también entró en la lista de las "50 mujeres más bellas de Hollywood."
En 2007, Cuthbert fue considerada uno de los "100 rostros más bellos del mundo" para la publicación anual de la revista People. En 2008 fue elegida como la sexta por la revista Maxim en la lista de las "100 mujeres más bellas del mundo", en 2010 como la séptima y en 2012 llegó al puesto 17 entre las más bellas del año.
En 2009 fue elegida como la séptima más deseada en el mundo por la revista FHM en el Top 100 mujeres más deseadas del mundo, en 2011, en una publicación de 100 mujeres más sexiss de Maxim en el mundo, Elisha estaba en el lugar número 65, y de las 100 actrices más sexys de 2011, Cuthbert estaba en el 26.º
En una encuesta realizada entre las 40 actrices más bellas y sexis del siglo, Cuthbert ganó la posición 17.ª. En una encuesta para conocer las 10 actrices más sensuales de Hollywood de la década de 2000, Cuthbert ganó la segunda posición, siguiendo a Megan Fox. En la lista de "las 10 mujeres más calientes de todos los tiempos," Cuthbert ganó el tercer lugar.
En 2015 se realizó una encuesta para conocer las actrices con potencial para "Anastasia Steele" en la película Cincuenta sombras de Grey y Cuthbert fue considerada con potencial para el papel.